# Castform
Castform (ポワルン Powarun en l'original japonès) és una de les espècies que apareixen a la franquícia Pokémon. És de tipus normal. Sembla un núvol i pot ser utilitzat com a antena parabòolica per sentir canvis de temps. Es diferencia d'altres Pokémon perquè la seva estructura es veu afectada pel temps, cosa que vol dir que el seu tipus i la seva aparença canvien en condicions extremes. A la llum de sol, Castform es converteix en tipus foc i sembla un sol taronja a sobre d'un núvol; sota la pluja, es converteix en tipus aigua i sembla un gota a sobre d'un núvol; quan hi ha calamarsa, es torna lila i queda dins d'un núvol verd similar a un tornado i és del tipus gel. En altres condicions de temps, Castform conserva el seu tipus i aparença d'origen. El seu humor també està influençat pel temps.
Igual que la línia evolutiva de Porygon i Mewtwo, Castform és un Pokémon que va ser creat en un laboratori, pels investigadors de l'Institut de Temps a la regió de Hoenn com a experiment en la predicció i la manipulació de temps.